# Nae Cosmescu
Nae Cosmescu (n. 26 iulie 1940, București – d. 18 iunie 2016, Râmnicu Vâlcea) a fost un regizor român de teatru și televiziune. A absolvit Universitatea Națională de Artă Teatrală și Cinematografică „Ion Luca Caragiale” din București (IATC), secția de actorie, în 1963, după care și-a început activitatea la Teatrul Național al Televiziunii Române.

## Filmografie

### Regizor
- Io, Mircea Voievod (1968) - teatru TV
- Iancu la Hălmagiu (1972) - teatru TV
- Între filologi (1972) - teatru TV
- Fata care a mutat Parângul (1975) - teatru TV
- Marele vis (1975) - teatru TV - în colaborare cu Nicolae Motric
- Amurgul unui cocor (1977) - teatru TV
- Hora (1977) - teatru TV
- Omul cu umbrela (1977) - teatru TV
- Tranzit (1977) - teatru TV
- Muntele (1978) - teatru TV
- Sâmbăta la Veritas (1978) - teatru TV
- Urcușul (1979) - teatru TV
- Oameni de fiecare zi (1980) - teatru TV
- Cei ce rămân mereu tineri (1981) - teatru TV
- Sfântul Mitică Blajinul (1981) - teatru TV
- Trei generații (1981) - teatru TV
- Zborul (1981) - teatru TV
- Auzi?... Pescărușii (1982) - teatru TV
- Profesoara (1982) - teatru TV
- Undeva, o lumină (1982) - teatru TV
- Zorii Unirii (1982) - teatru TV - în colaborare cu Constantin Dinischiotu
- Frații (1983) - film TV
- Speranța nu moare în zori (1983) - teatru TV
- Zăvoiul (1983) - teatru TV
- Ziua cea mare (1983) - teatru TV
- Mihai Viteazul (1984) - film TV
- Povestea Unirii (1984) - teatru TV
- Proba - la ora 20 (1984) - teatru TV
- Roman sentimental (1984) - teatru TV
- Ultima repriză (1984) - teatru TV
- Zările senine ale „Albatrosului” (1984) - teatru TV
- Restituirea (1985) - film TV
- Voința nației (1985) - film TV
- Decebal (1986) - teatru TV
- Ziarul de dimineață (1986) - teatru TV
- Drumul spre fericire (1987) - teatru TV
- Un romantic oarecare… (1987) - teatru TV